# Lista planetelor minore: 53001–54000
| Nume                                            | Denumire provizorie                             | Data descoperirii                               | Locul descoperirii                              | Descoperitor(i)                                 |                                                 |                                                 |                                                 |                                                 |                                                 |                                                 |                                                 |                                                 |                                                 |                                                 |                                                 |                                                 |                                                 |                                                 |                                                 |                                                 |                                                 |                                                 |                                                 |                                                 |                                                 |                                                 |                                                 |                                                 |                                                 |                                                 |                                                 |                                                 |                                                 |                                                 |                                                 |                                                 |                                                 |                                                 |                                                 |                                                 |                                                 |                                                 |                                                 |                                                 |                                                 |                                                 |                                                 |                                                 |                                                 |
| 53001–53100 Lista planetelor minore/53001–53100 | 53001–53100 Lista planetelor minore/53001–53100 | 53001–53100 Lista planetelor minore/53001–53100 | 53001–53100 Lista planetelor minore/53001–53100 | 53001–53100 Lista planetelor minore/53001–53100 | 53101–53200 Lista planetelor minore/53101–53200 | 53101–53200 Lista planetelor minore/53101–53200 | 53101–53200 Lista planetelor minore/53101–53200 | 53101–53200 Lista planetelor minore/53101–53200 | 53101–53200 Lista planetelor minore/53101–53200 | 53201–53300 Lista planetelor minore/53201–53300 | 53201–53300 Lista planetelor minore/53201–53300 | 53201–53300 Lista planetelor minore/53201–53300 | 53201–53300 Lista planetelor minore/53201–53300 | 53201–53300 Lista planetelor minore/53201–53300 | 53301–53400 Lista planetelor minore/53301–53400 | 53301–53400 Lista planetelor minore/53301–53400 | 53301–53400 Lista planetelor minore/53301–53400 | 53301–53400 Lista planetelor minore/53301–53400 | 53301–53400 Lista planetelor minore/53301–53400 | 53401–53500 Lista planetelor minore/53401–53500 | 53401–53500 Lista planetelor minore/53401–53500 | 53401–53500 Lista planetelor minore/53401–53500 | 53401–53500 Lista planetelor minore/53401–53500 | 53401–53500 Lista planetelor minore/53401–53500 | 53501–53600 Lista planetelor minore/53501–53600 | 53501–53600 Lista planetelor minore/53501–53600 | 53501–53600 Lista planetelor minore/53501–53600 | 53501–53600 Lista planetelor minore/53501–53600 | 53501–53600 Lista planetelor minore/53501–53600 | 53601–53700 Lista planetelor minore/53601–53700 | 53601–53700 Lista planetelor minore/53601–53700 | 53601–53700 Lista planetelor minore/53601–53700 | 53601–53700 Lista planetelor minore/53601–53700 | 53601–53700 Lista planetelor minore/53601–53700 | 53701–53800 Lista planetelor minore/53701–53800 | 53701–53800 Lista planetelor minore/53701–53800 | 53701–53800 Lista planetelor minore/53701–53800 | 53701–53800 Lista planetelor minore/53701–53800 | 53701–53800 Lista planetelor minore/53701–53800 | 53801–53900 Lista planetelor minore/53801–53900 | 53801–53900 Lista planetelor minore/53801–53900 | 53801–53900 Lista planetelor minore/53801–53900 | 53801–53900 Lista planetelor minore/53801–53900 | 53801–53900 Lista planetelor minore/53801–53900 | 53901–54000 Lista planetelor minore/53901–54000 | 53901–54000 Lista planetelor minore/53901–54000 | 53901–54000 Lista planetelor minore/53901–54000 | 53901–54000 Lista planetelor minore/53901–54000 | 53901–54000 Lista planetelor minore/53901–54000 |
| ----------------------------------------------- | ----------------------------------------------- | ----------------------------------------------- | ----------------------------------------------- | ----------------------------------------------- | ----------------------------------------------- | ----------------------------------------------- | ----------------------------------------------- | ----------------------------------------------- | ----------------------------------------------- | ----------------------------------------------- | ----------------------------------------------- | ----------------------------------------------- | ----------------------------------------------- | ----------------------------------------------- | ----------------------------------------------- | ----------------------------------------------- | ----------------------------------------------- | ----------------------------------------------- | ----------------------------------------------- | ----------------------------------------------- | ----------------------------------------------- | ----------------------------------------------- | ----------------------------------------------- | ----------------------------------------------- | ----------------------------------------------- | ----------------------------------------------- | ----------------------------------------------- | ----------------------------------------------- | ----------------------------------------------- | ----------------------------------------------- | ----------------------------------------------- | ----------------------------------------------- | ----------------------------------------------- | ----------------------------------------------- | ----------------------------------------------- | ----------------------------------------------- | ----------------------------------------------- | ----------------------------------------------- | ----------------------------------------------- | ----------------------------------------------- | ----------------------------------------------- | ----------------------------------------------- | ----------------------------------------------- | ----------------------------------------------- | ----------------------------------------------- | ----------------------------------------------- | ----------------------------------------------- | ----------------------------------------------- | ----------------------------------------------- |

| Predecesor: 52001–53000 | Lista planetelor minore 53001–54000 Semnificații ale numelor: 53001–54000 | Succesor: 54001–55000 |